# Karawan Śmierci

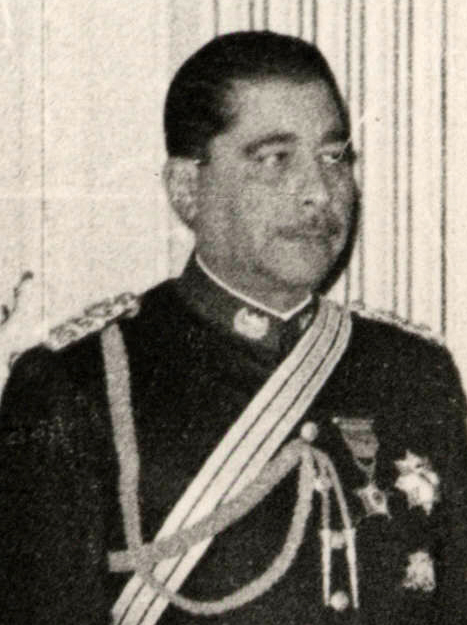
Sergio Arellano Stark był generałem porucznikiem w armii chilijskiej, który stał na czele "Karawanu Śmierci".

Karawan Śmierci – nazwa oddziału chilijskiej armii, który po puczu w 1973 roku poruszał się helikopterem z południa na północ Chile pomiędzy 30 września a 22 października 1973 roku. Podczas najazdów członkowie oddziału zlecali lub przeprowadzali osobiście egzekucje ponad 70 osób, przetrzymywanych w aresztach wojskowych.
Oddział składał z kilku oficerów oraz dwóch szeregowych żołnierzy, przewodził im generał brygady Sergio Arellano Stark, drugim co do ważności był podpułkownik Sergio Arredondo González, który później objął funkcję dyrektora szkoły armii lądowej, major Pedro Espinoza Bravo oficer wywiadu, później szef tajnej policji DINA, kapitan Marcelo Moren Brito, później komendant w Villi Grimaldi obozu tortur, porucznik Armando Fernández Larios, później znajdujący się w DINA, był zamieszany w zamordowanie Orlando Leteliera i innych.
Grupa podróżowała od więzienia do więzienia, w wojskowym helikopterze typu Puma, przeprowadzała inspekcje w garnizonach wojskowych, gdzie rozkazywano wykonanie lub samodzielnie przeprowadzano egzekucje. Morderstwa odbywały się przy użyciu pistoletów lub broni białej. Ofiary zostały pochowane w bezimiennych grobach.
Pomimo że Komisja Rettiga oszacowała skalę morderstw za reżimu Pinocheta na 3 tysiące ofiar, te 70 ofiar i epizod Karawanu Śmierci sam w sobie, są bardzo traumatyczne, zwłaszcza że większość z tych ofiar dobrowolnie zgłosiło się do garnizonów armii. Wszyscy byli pod nadzorem armii i nie stwarzali żadnego bezpośredniego zagrożenia, sami nie uczestniczyli w aktach przemocy, ani nie mieli zamiaru stanowić oporu dla reżimu. Według pozarządowej (NGO) organizacji „Memoria y Justicia” (Pamięć i Sprawiedliwość) 26 osób zamordowano na południu a 71 na północy kraju co daje łącznie liczbę 97 ofiar śmiertelnych.
W czerwcu 1999 roku, sędzia Juan Guzmán Tapia, nakazał areszt pięciu emerytowanych oficerów z powodu ich udziału w Karawanie Śmierci. Sędzia Víctor Montiglio rozkazał aresztować 13 czynnych oficerów z powodu zarzutu udziału w mordowaniu ludzi.